# Maximiliano Reale
Ariel Maximiliano Reale (Río Tercero, Córdoba, Argentina, 3 de gener de 1973) és un exjugador de bàsquet argentí. Amb 2.00 metres d'alçada, la seva posici a la pista era la d'escorta.

## Carrera esportiva
Va ser jugador de diversos equips argentins entre els anys 1991 i 2001, amb l'excepció de la temporada 1999-00 en que va jugar al Pallacanestro Cantú de la lliga italiana. La temporada 2001-02 va ser fitxat pel Joventut de Badalona de la lliga ACB. Després d'un any a Badalona va tornar a la lliga italiana, on s'hi va estar unes quantes temporades fins a l'any 2010, quan va anunciar que tornava a l'Argentina per jugar la seva darrera temporada abans de retirar-se. Reale ha estat internacional amb la selecció argentina en diverses ocasions.